# Spiraalruppia
De spiraalruppia (Ruppia cirrhosa) is een ondergedoken, vaste waterplant, die behoort tot de ruppiafamilie (Ruppiaceae). De soort staat op de Nederlandse Rode lijst van planten als zeer zeldzaam en sterk afgenomen. De plant komt van nature over de hele wereld voor.
De plant wordt 30-45 cm hoog, heeft een draadvormige stengel en vormt bovengrondse uitlopers, die op de knopen wortelen. De donkergroene draadvormige, aan de top fijngetande bladeren zijn 1 mm breed met aan de voet een bladschede.
De spiraalruppia bloeit van mei tot de herfst met ondergedoken, 3-5 mm grote bloemen, die met zijn tweeën op een aar zitten. De bloemen hebben geen bloemdek. De bloemen worden bestoven door in het water drijvende stuifmeel. Na de bestuiving rolt de aarsteel spiraalvormig op en verlengd zich tot 10 cm of zelfs langer. De helmhokjes zijn langwerpig.
De scheef-eivormige vrucht heeft een vrijwel aan de top zittende snavel.
De plant komt voor in brak tot zilt, stilstaand water.

## Namen in andere talen
- Duits: Schraubige Salde
- Engels: Spiral ditchgrass, Ditch grass
- Frans: Ruppie spiralée